# SDŽ 361 bis 375
Die Lokomotiven der Nummerngruppe 361 bis 375 der SDŽ (die spätere Reihe 72 der JDŽ) waren zweizylindrige Verbund-Tenderlokomotiven für die Bosnische Spurweite von 760 mm, die ab 1904 unter anderem für die damaligen Serbischen Staatsbahnen Srpske državne železnice (SDŽ) gebaut wurden.

## Geschichte

### Serbische Staatsbahn (SDŽ)
Für die 1892 eröffnete erste SDŽ-Schmalspurbahn Ćuprija–Senjski Rudnik waren lediglich drei kleine Dreikuppler von Hartmann (SDŽ 351 und 352 von 1891, 353 von 1893) und von 1902 die einzelne Hagans-Lok SDŽ 381 im Bestand, sodass ein Bedarf nach mehr und stärkeren Lokomotiven durchaus vorhanden war.
Zur Eröffnung der Schmalspurbahn Mladenovac–Arandjelovac im Jahr 1904 wurden deshalb von Krauss in München zwei Nassdampf Verbund-Lokomotiven geliefert, bei deren grundsätzlichem Aufbau die Verwandtschaft zur Reihe Uv der NÖLB augenfällig ist. 1908 wurde die Strecke Zabrežje–Valjevo in Betrieb genommen und so folgten in diesem Jahr weitere sechs Lokomotiven von Henschel in Kassel sowie sieben Stück von Haine St.Pierre in Belgien.
Ab 1906 kamen dann die ersten Mallet-Lokomotiven der späteren Reihe 90 zum Einsatz, die noch etwas kurvengängiger waren und einen ähnlichen Leistungsbereich abdeckten. Bis 1913 mussten diese eher kleinen Lokomotiven den Betrieb auf den folgenden Strecken abwickeln:
- Ćuprija–Senjski Rudnik–Ravna Reka (1892/1908, 31 km; hier wurden keine Loks der späteren Reihe 72 eingesetzt)
- Mladenovac–Arandjelovac–Lajkovac (1904/1910, 75 km)
- Zabrežje–Lajkovac–Valjevo (1908, 67 km)
- Stalać–Kruševac–Kraljevo–Čačak–Užice (1909 bis 1912, 166 km)
- Paraćin–Zaječar (1911/1912, 105 km)

Für insgesamt etwa 450 km Schmalspurbahnen waren 27 Lokomotiven der beiden späteren Reihen 72 und 90 sicher nicht allzu viel, dazu kamen noch die vier oben erwähnten Loks in Ćuprija. Als Tenderlokomotiven mit entsprechend geringen Vorräten und einem Leistungsbereich von ca. 250 bis 270 PS waren diese Lokomotiven für einen umfangreicheren Verkehr auf den zum Teil doch sehr langen Strecken wohl eher weniger geeignet.
Erst mit dem Erscheinen der ersten fünf größeren Mallets der späteren Reihe 91 ab 1913 konnte sich dann die Lage kurzfristig etwas entspannen, bevor die Wirren des Ersten Weltkriegs für einschneidende Veränderungen sorgten.

### Serbische Kreisbahnen (Srpske Okružne Železnice SOŽ)
Für die 1910 eröffnete Strecke Dubravica–Požarevac (16 km) lieferte Haine St.Pierre bereits 1908 drei Lokomotiven, für die ebenso ab 1910 betriebene Schmalspurbahn Šabac–Banja Koviljača (57 km) weitere 3 Stück. Letztere waren allerdings von der SDŽ geliehen, aber nicht in deren Nummernschema eingereiht.
Als Nachzügler folgten im Jahr 1928 noch zwei Lokomotiven von Krauss in München für die nunmehr als Podrinske Okružne Železnice (POŽ) auftretende Betreiberin der Strecke nach Banja Koviljača. Eine dritte Lok war geplant, wurde aber nicht hergestellt.

#### Eine fragliche Lieferung
Für weitere 4 Lokomotiven finden sich (detaillierte) Angaben nur im Buch "Steam in Serba", andere Quellen können die tatsächliche Existenz dieser Loks aber nicht bestätigen.
Demnach soll Haine St.Pierre im Jahr 1910 vier Kessel an Weidknecht in Paris geliefert haben, welche dann 3 Lokomotiven für Šabac und eine Lok für Požarevac herstellten. Angesichts des geringen Verkehrsvolumens in Šabac und der 1912 erfolgten Verlängerung Požarevac–Petrovac (36 km) erscheint diese Aufteilung eher wenig verständlich. Die Spur dieser 4 Lokomotiven verliert sich aber bereits im Ersten Weltkrieg.
Dem widerspricht aber der bisherige Kenntnisstand, dass Weidknecht nur ca. 300 Lokomotiven gebaut haben soll und die Fabriknummern 801–804 somit nicht unbedingt plausibel sind. Eine genaue Lieferliste von Weidknecht ist leider bislang nicht allgemein zugänglich, sofern noch vorhanden.

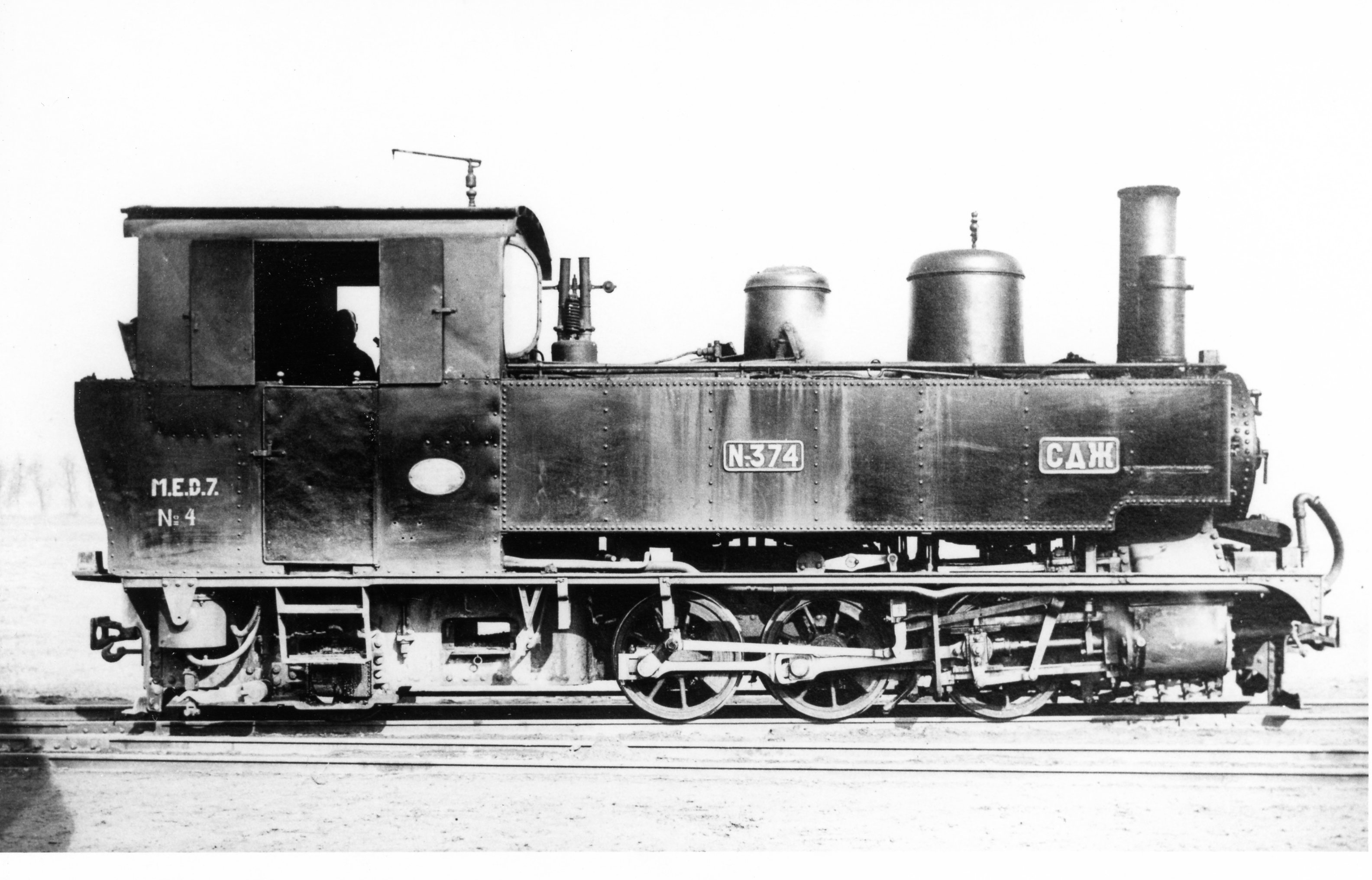
SDŽ 374 ca. 1916 – mit sehr abgefahrenen Radreifen

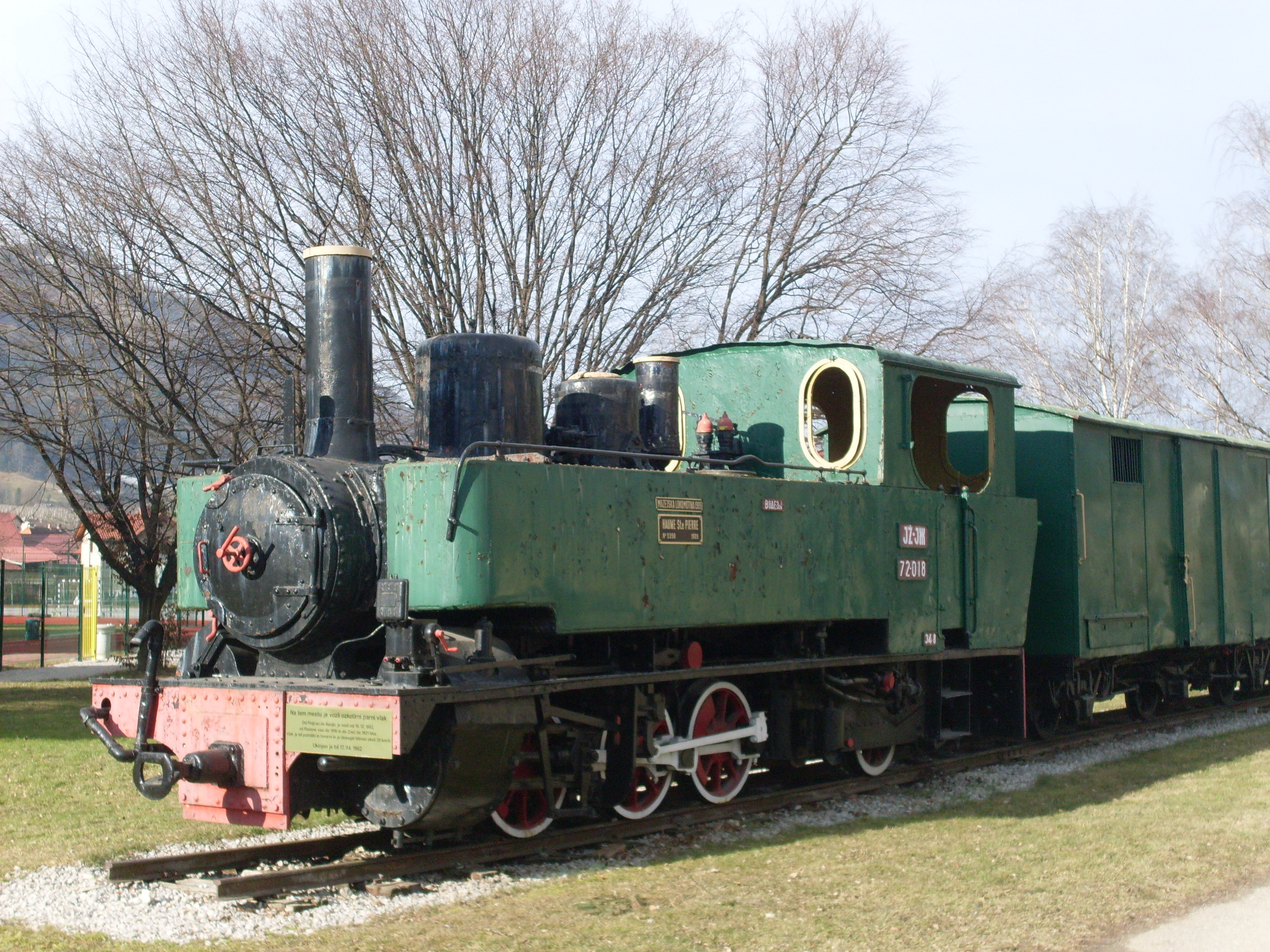
72-018 in Slovenske Konjice, Blick auf den großen Niederdruckzylinder

### Weiterer Einsatz und Verbleib
Einige Exemplare wurden im Ersten Weltkrieg von deutschen Truppen oder Truppen Österreich-Ungarns erbeutet und – teilweise mit Zwischenstation bei der deutschen Militäreisenbahndirektion 7 – den k.u.k. Heeresbahnen übergeben. Auch in Bulgarien kamen während des Kriegs erbeutete Loks zum Einsatz, welche erst Jahre später an Serbien zurückgegeben wurden.
Nach dem Ersten Weltkrieg gelangten die Exemplare der Staatsbahn sowie einige der Kreisbahnlokomotiven zur jugoslawischen Staatsbahn und wurden dort später zur JDŽ-Reihe 72.
Die Lokomotiven blieben im Laufe ihrer Dienstzeit überwiegend in Serbien, kamen später aber auch in Bosnien zum Einsatz. Von neuen und leistungsstärkeren Lokomotiven wurden sie aber bald in untergeordnete Dienste verdrängt, einzelne Exemplare blieben aber dennoch bis mindestens in die 1960er Jahre in Betrieb.
Auch auf der slowenischen Strecke Poljčane–Zreče (früher Pöltschach–Gonobitz) waren Loks dieser Reihe stationiert. In  Slovenske Konjice befindet sich mit der 72-018 auch das einzige erhaltene Exemplar als Denkmal. In Serbien blieb keine Lok dieses Typs erhalten.

### Verwandte Lokomotiven in Bulgarien
Im Ersten Weltkrieg hatte Bulgarien einige Lokomotiven der späteren Reihe 72 und große Mengen an Wagen erbeutet. Diese kamen für die ersten Betriebsjahre der ab 1918 eröffneten Bahnstrecke Červen Brjag–Orjachowo zum Einsatz. Auf der im leicht hügeligen Gelände gelegenen Strecke waren die Lokomotiven offenbar anfänglich ausreichend, sodass 1922 von Rheinmetall 10 Loks mit weitgehend gleichen Abmessungen an BDŽ geliefert wurden. Diesen wurden die Nummern 176 bis 1076 zugewiesen und anschließend erfolgte nach und nach die Rückgabe der Beuteloks an Serbien.
Die Triebwerksabmessungen und der Kessel werden in der Literatur im Vergleich zwischen den SDŽ 361 bis 375 und der bulgarischen Reihe identisch angegeben, nur bei den Wasser und Kohle-Vorräten, dem Gewicht sowie bei der mit 30 km/h etwas geringeren Geschwindigkeit ergaben sich gewisse Unterschiede.

## Technische Beschreibung

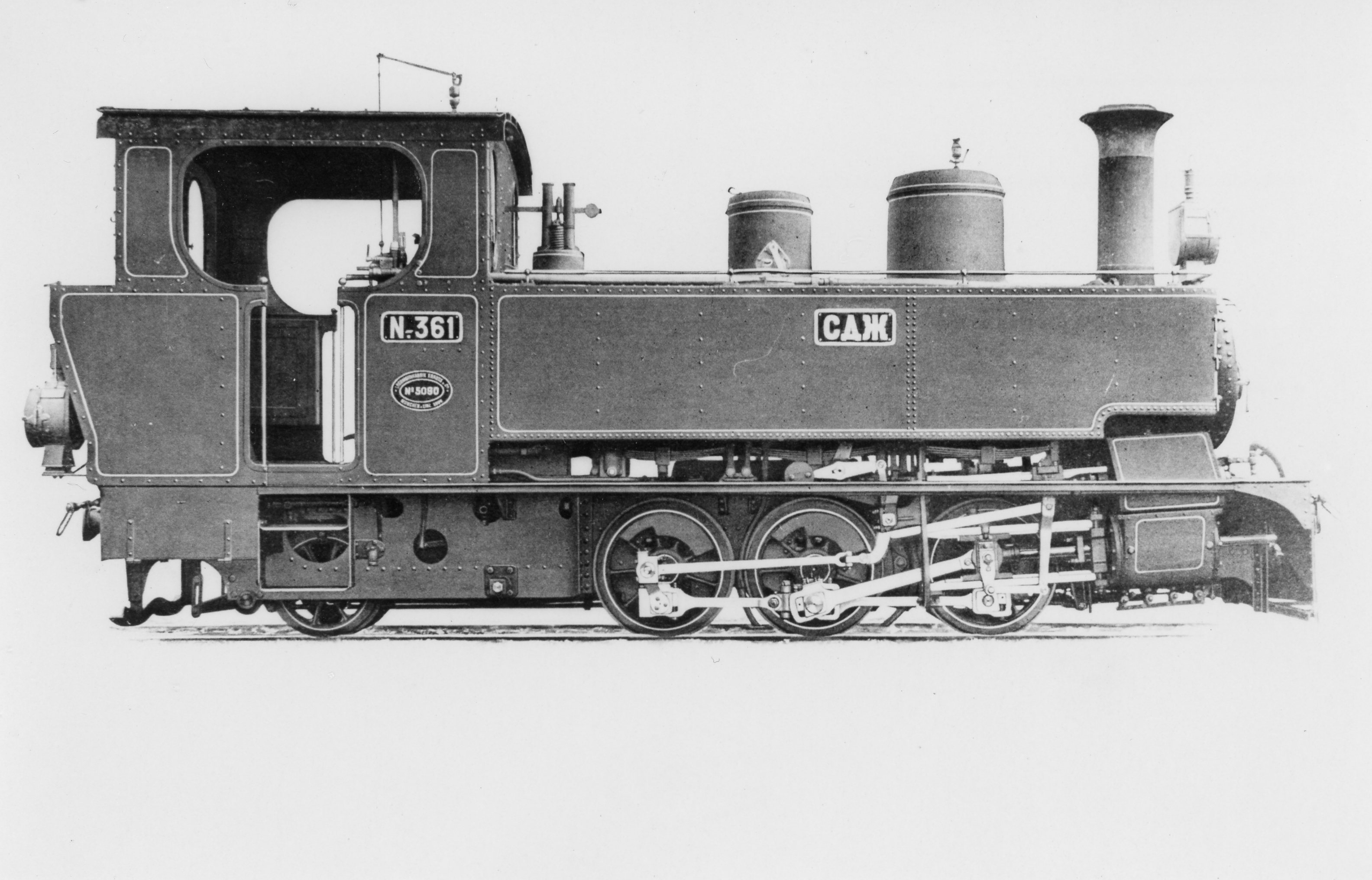
Werksfoto der SDŽ 361 von 1904

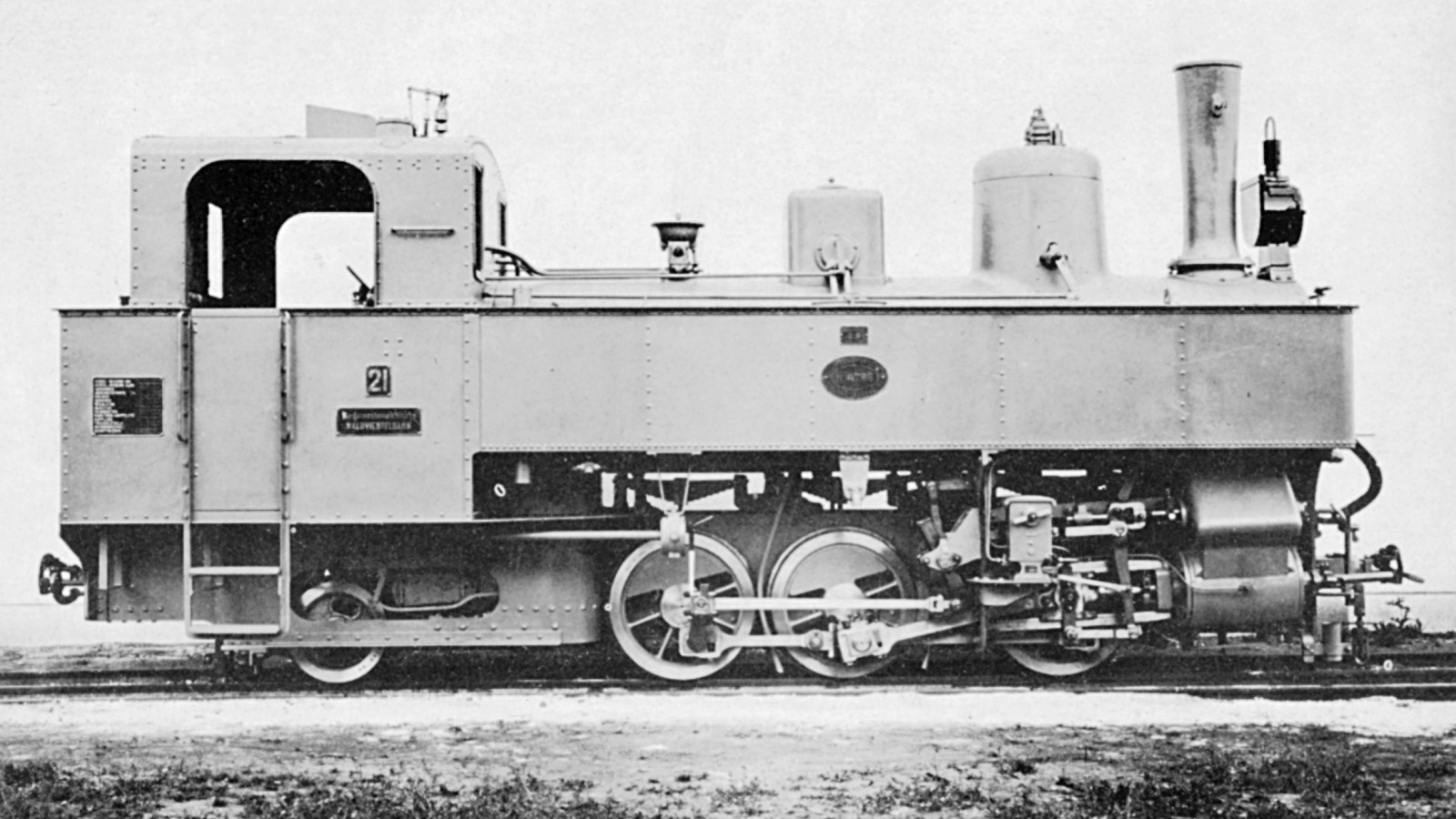
Vergleichsweise ein Werksfoto der NÖLB 21 von 1902

Wegen des zur Beschaffungszeit zunehmend angespannteren Verhältnisses zu Österreich-Ungarn wollte man damals von Seiten Serbiens keine Lokomotiven in der Donaumonarchie beschaffen. Dort standen aber besonders auf dem bosnischen Schmalspurnetz einige schon reichlich erprobte Lokomotivtypen bereits jahre- und jahrzehntelang im Einsatz, auch schon wesentlich leistungsfähigere wie beispielsweise die spätere Reihe 83.
Stattdessen wandte man sich an den deutschen Hersteller Krauss in München. An den gelieferten Loks kann man aber anhand der Konstruktion deutlich erkennen, dass die innerbetrieblichen Kontakte zum Krauss-Werk in Linz gut vorhanden waren – das Fahrwerk der Reihe Uv war deutlich erkennbar die Grundlage für dieses Facelift, wie man heutzutage sagen würde. Der Ingenieur Hermann von Littrow schrieb dazu 1915:

„Für […] das neue Schmalspurnetz […] folgte dann die Beschaffung der Lokomotiven, Type C1/1 Nr. 361–375, nach der Krauß’schen bekannten Konstruktion mit Helmholtz-Gestell bei verschiedenen Fabriken. […] Außer den Staatsbahnen besitzen noch die Šabacer und die Pozarevacer Kreisbahn Lokomotiven der oben erwähnten C1/1 Type. Diese sind in Belgien erbaut, unterscheiden sich aber von der ursprünglichen Krauß’schen Ausführung gar nicht, da bereits die Lokomotivfabrik Krauß, die ja in Anpassung des Lokomotiväußeren an den Geschmack ihrer Abnehmer Meister ist, den beiden Lokomotiven Nr. 361 und 362 einen für Serbien passenden belgisch-französischen Anstrich zu geben wußte.“

Besonders charakteristisch bei der Reihe Uv (und auch bei der zeitgleich gefertigten NÖLB Uh) ist die ungewöhnliche Position der Gegenkurbel für die Schwingenstange. Diese ist nicht wie ansonsten üblich am Treibzapfen, sondern am Kurbelzapfen der dritten Achse befestigt. Da diese Achse wegen des Krauss-Helmholtz-Gestells seitenbeweglich ist, mussten auch die Lagerpunkte der Schwingenstange ungewöhnlich ausgeführt werden: an der Gegenkurbel mit einem geteilten, kugeligen Lager und bei der Schwinge zusätzlich mit einem zur Seite schwenkbaren Lager. Geschuldet ist diese ungewöhnliche Ausführung dem großen Niederdruckzylinder, wodurch der Kreuzkopf sehr weit außen liegt. Um das Umgrenzungsprofil nicht zu überschreiten, musste die Anordnung der Steuerung gegenüber der Reihe U entsprechend verändert werden. Auch ist die Kuppelstange zur dritten Achse im Gegensatz zur Reihe U mit einem zusätzlich seitlich schwenkbaren Gelenk ausgeführt.
All diese augenfälligen Elemente weist auch das Triebwerk der JŽ 72 auf. In diesem Zusammenhang muss allerdings noch der Wert des festen Radstandes hinterfragt werden, das JŽ-Typenblatt gibt dafür 2050 mm an. Für diesen Fall wäre die aufwendige Lagerung der Schwingenstange allerdings nutzlos, wenn alle 3 Antriebsachsen festgelagert wären. Dem entgegen steht auch der angegebene Mindestradius von 50 m, welcher ohne das Krauss-Helmholtz-Gestell aber kaum zwangsfrei durchfahrbar wäre. Also müsste der Wert von 1100 mm eher der Realität entsprechen.
Die Optik der Blechteile für Vorräte und Führerhaus sowie die Pufferbrust wurde gegenüber der Uv aber konsequent verändert und war mehr an den französischen Stil angelehnt, dadurch bekamen die Lokomotiven ein gänzlich anderes Aussehen. Weiters wurden viele Abmessungen und Gewichte der SDŽ-Lokomotiven im Vergleich zur Reihe Uv etwas vergrößert, besonders beim Triebwerk:
- größere Treibräder mit 850 statt 800 mm Ø
- größere Zylinder mit 375 / 545 statt 320 / 500 mm Ø (HD / ND)

Ganz im Widerspruch dazu fiel der Kessel aber deutlich kleiner aus, er hatte lediglich 52,6 m² wasserberührte Verdampfungsheizfläche statt 62,6 m² bei der Type Uv. Und während Triebwerk und Kessel der Uv bei den üblichen Füllungsgraden gut harmonieren, muss die Reihe 72 wohl eher unter Dampfmangel gelitten haben:

“Nos. 361–375 were found to lack power, especially on lines with severe gradients and sharp curves, […]”

„Die Loks der Nummern 361–375 wurden als leistungsschwach befunden, besonders auf Strecken mit großen Steigungen und engen Kurven, […]“

In der Literatur wird deshalb teilweise eine Leistung von nur 185 PS angegeben – ganz im Gegensatz zum Typenblatt der JŽ mit gar 290 PS. Das wäre dann aber schon sehr nahe an der Kesselgrenze von ca. 300 PS und ist wohl etwas übertrieben. Denn die dabei erforderliche Heizflächenbelastung steht ganz im Gegensatz zur ansonsten recht konservativ-vorsichtigen Beurteilung und eher geringen Beanspruchung der anderen JŽ-Lokomotiven, besonders derer mit österreichisch-ungarischer Herkunft.
In der Realität werden ca. 250 bis 270 PS erreichbar gewesen sein, was deutlich niedriger ist als bei der Reihe Uv mit ca. 290 bis 320 PS.

## Lokomotivliste
| Hersteller       | Fabriks- Nummer | Baujahr | Kessel    | geliefert für | ursprüngl. Nummer | kukHB-Nr. | SHS-Nr. ab 1918 | JDŽ-Nr. ab 1933 | Verbleib                  |
| ---------------- | --------------- | ------- | --------- | ------------- | ----------------- | --------- | --------------- | --------------- | ------------------------- |
| Krauss/München   | 5090            | 1904    |           | SDŽ           | SDŽ 361           | ⅠⅠⅠc 3154 | 11310           | 72-017          |                           |
| Krauss/München   | 5398            | 1905    |           | SDŽ           | SDŽ 362           | ⅠⅠⅠc 3155 | 11326           | 72-018          | Denkmal Slovenske Konjice |
| Henschel         | 8578            | 1908    |           | SDŽ           | SDŽ 363           | ⅠⅠⅠl 3501 |                 | 72-016          |                           |
| Henschel         | 8579            | 1908    |           | SDŽ           | SDŽ 364           | ⅠⅠⅠl 3502 | 11324           | 72-014          |                           |
| Henschel         | 8580            | 1908    |           | SDŽ           | SDŽ 365           | ⅠⅠⅠl 3503 | 11321           | 72-011          |                           |
| Henschel         | 8581            | 1908    |           | SDŽ           | SDŽ 366           | ⅠⅠⅠl 3504 | 11322           | 72-012          |                           |
| Henschel         | 8582            | 1908    |           | SDŽ           | SDŽ 367           | ⅠⅠⅠl 3505 | 11325           | 72-015          |                           |
| Henschel         | 8583            | 1908    |           | SDŽ           | SDŽ 368           | ⅠⅠⅠl 3506 | 11323           | 72-013          |                           |
| Haine St. Pierre | 1011            | 1908    |           | SDŽ           | SDŽ 369           |           | 11301           | 72-001          | ausgemustert vor 1941     |
| Haine St. Pierre | 1012            | 1908    |           | SDŽ           | SDŽ 370           |           | 11306           | 72-006          |                           |
| Haine St. Pierre | 1013            | 1908    |           | SDŽ           | SDŽ 371           | ⅠⅠⅠn 3601 | 11302           | 72-002          |                           |
| Haine St. Pierre | 1014            | 1908    |           | SDŽ           | SDŽ 372           | ⅠⅠⅠn 3602 | 11303           | 72-003          |                           |
| Haine St. Pierre | 1015            | 1908    |           | SDŽ           | SDŽ 373           | ⅠⅠⅠn 3603 | 11308           | 72-008          |                           |
| Haine St. Pierre | 1016            | 1908    |           | SDŽ           | SDŽ 374           | ⅠⅠⅠn 3604 | 11309           | 72-009          |                           |
| Haine St. Pierre | 1017            | 1908    |           | SDŽ           | SDŽ 375           |           | 11307           | 72-007          |                           |
| Haine St. Pierre | 1018            | 1908    |           | Požarevac     | SOŽ 3             |           |                 | SOŽ-N-3         |                           |
| Haine St. Pierre | 1019            | 1908    |           | Požarevac     | SOŽ 2             |           |                 | SOŽ 2           |                           |
| Haine St. Pierre | 1020            | 1908    |           | Požarevac     | SOŽ 1             |           |                 |                 |                           |
| Haine St. Pierre | 1021            | 1908    |           | Šabac         | SOŽ 101           | ⅠⅠⅠc 3151 | 11304           | 72-004          | im II.WK Šabac Š 4        |
| Haine St. Pierre | 1022            | 1908    |           | Šabac         | SOŽ 102           | ⅠⅠⅠc 3152 | 11305           | 72-005          |                           |
| Haine St. Pierre | 1046            | 1908    |           | Šabac         | SOŽ 103           | ⅠⅠⅠc 3153 | 1046            | 72-010          |                           |
| Weidknecht       | 801             | 1910    | HStP 1094 | Šabac         | SOŽ 104           |           |                 |                 | verschollen im 1.WK       |
| Weidknecht       | 802             | 1910    | HStP 1095 | Šabac         | SOŽ 105           |           |                 |                 | verschollen im 1.WK       |
| Weidknecht       | 803             | 1910    | HStP 1096 | Šabac         | SOŽ 106           |           |                 |                 | verschollen im 1.WK       |
| Weidknecht       | 804             | 1910    | HStP 1097 | Požarevac     | SOŽ 4             |           |                 |                 | > 1915 BDŽ                |
| Krauss/München   | 8220            | 1928    |           | Šabac         | POŽ 1             |           | POŽ 1           | Š 72-1          | > JŽ 72-001"              |
| Krauss/München   | 8221            | 1928    |           | Šabac         | POŽ 2             |           | POŽ 2           | Š 72-2          | > Zenica                  |

Die Existenz der 4 Lokomotiven von Weidknecht ist durchaus nicht gesichert, siehe auch hier: Eine fragliche Lieferung

## Trivia
Der österreichische Lokomotivkonstrukteur und Eisenbahnjournalist Hans Steffan setzte die Lokomotiven in einem im Jahr 1916 erschienenen Artikel der österreichischen Reihe U gleich. Dieser Vergleich wurde über Jahrzehnte vielfach in der Literatur übernommen – wie aber oben schon angeführt, bestand hingegen eine deutliche technische Verwandtschaft zur Reihe Uv.